# Saint-Adrien, Côtes-d'Armor
Saint-Adrien är en kommun i departementet Côtes-d'Armor i regionen Bretagne i nordvästra Frankrike. Kommunen ligger i kantonen Bourbriac som tillhör arrondissementet Guingamp. År 2022 hade Saint-Adrien 367 invånare.

## Befolkningsutveckling
Antalet invånare i kommunen Saint-Adrien
Referens:INSEE